# Jorge Pina Roldán
Jorge Pina Roldán (Saragossa, 28 de març de 1983) és un exfutbolista aragonès, que ocupava la posició de migcampista.

## Trajectòria
Després de destacar al filial del Reial Saragossa, el 2004 recala al Racing de Ferrol, amb qui debuta a la Segona Divisió. A l'any següent fitxa pel Màlaga CF, per a jugar en el seu equip B. Tot i això, hi debuta amb el primer equip mal·lacità a la màxima categoria, jugant dos partits.
Posteriorment, la seua carrera ha prosseguit per altres equips de la Segona Divisió, com la UD Salamanca, l'Sporting de Gijón i el Llevant UE.
Pina ha estat internacional amb les categories inferiors de la selecció espanyola. Amb el combinat sub-19 va guanyar l'Europeu del 2002.